# 松平定英
松平 定英（まつだいら さだひで）は、江戸時代中期の大名。伊予国松山藩の第5代藩主。定勝系久松松平家宗家6代。通称は刑部。官位は従四位下・隠岐守。

## 生涯
第4代藩主・松平定直の三男として誕生した。母は側室の光樹院殿（渡部氏の娘）。幼名は百助。
長兄の定仲と次兄の鍋之助の早世により嫡子となり、宝永7年（1710年）、従五位下・飛騨守に任ぜられる。享保3年（1718年）、江戸より松山藩世嗣として帰国。松山城二ノ丸に入る。享保5年（1720年）、父の卒去により松山藩15万石を継承した。その3日後、隠岐守に転任。家督継承に際し、父の遺言に従い内分1万石を弟の定章に分知し、これにより松山藩内に松山新田藩1万石が誕生した。
享保7年（1722年）、従四位下に昇る。
定英の治世は気象災害が多発し、遂には享保17年（1732年）、長雨ののちのウンカ大発生による享保の大飢饉が松山藩を襲った。この年の米の収穫高は皆無であり、松山藩領民は飢えに苦しみ、死者は3500人を数えた。これは全国の餓死者の三割に相当した。
その中には、伊予の三農と称される筒井村（現伊予郡松前町）の農民作兵衛も含まれている。しかし、逆に藩士には1人の死者も出ず、領民への苛政を咎められた。これにより定英は、幕府より差控（謹慎処分）を受けた。翌年4月19日に許されるも、5月21日に江戸松山藩邸愛宕下上屋敷にて気絶し、そのまま卒した。享年38。
法号は天楽院殿前隠州従四位下奏誉尊勝咸然大居士。遺骸は三田済海寺で荼毘に付され、遺骨は同寺に葬られた。遺髪は松山大林寺へ送られ、法要が営まれた。以降藩主の墓は江戸に営まれ、遺髪が国許に送られるようになった。

## 系譜
- 父：松平定直（1660年 - 1720年）
- 母：光樹院殿 - 側室、渡部氏
- 正室：お栄 - お菟、信解院殿、島津綱貴娘
  - 長男：松平定喬（1716年 - 1763年）
- 室：貞香院殿 - 赤松氏
  - 次男：松平定功（1733年 - 1765年）